# .kz
.kz i .қаз són els dominis de primer nivell territorial (ccTLD) del Kazakhstan.
Es poden fer registres directament al segon nivell (sense requeriment de presència al Kazakhstan) o al tercer nivell, sota categories que tenen restriccions concretes, i que solen estar limitades a entitats relacionades amb el Kazakhstan.

## .kz

### Dominis de segon nivell
- .com.kz - Organitzacions comercials; protecció de marques registrades.
- .edu.kz - Organitzacions educatives amb llicència.
- .gov.kz - Organitzacions governamentals.
- .mil.kz - Ministeri de Defensa.
- .net.kz - Xarxes de comunicacions de dades.
- .org.kz - Organitzacions sense ànim de lucre.

### Polèmica
Va haver-hi un petit incident quan es va suspendre el domini borat.kz, on hi havia el web del personatge kazakh de Sacha Baron Cohen, Borat. L'autoritat que assignava els dominis va declarar que ho havien fet perquè s'havien donat noms falsos com a administradors del domini, i també perquè el web www.borat.kz estava hostatjat fora del Kazakhstan. No obstant, el motiu de l'acció era la censura dels continguts del web: "Ho hem fet perquè no pugui insultar el Kazakhstan sota el domini .kz", va dir a Reuters Nurlan Isin, president de l'associació d'empreses d'IT del Kazakhstan. "Pot fer el que vulgui en altres dominis".
El juny de 2011, Google va redirigir tot el trànsit de google.kz cap a google.com com a resposta a una exigència feta pel Ministeri kazakh de Comunicacions i Informació, que requeria que tots els noms de domini de .kz funcionessin en servidors físics ubicats dins de les fronteres del Kazakhstan. Bill Coughran, vicepresident de Google va dir que "crear fronteres al web ens qüestiona coses importants, no sols quant a eficiència de la xarxa sinó també sobre la privacitat dels usuaris i la llibertat d'expressió". Hostatjant google.kz en servidors dins del Kazakhstan, "estaríem ajudant a crear una Internet fracturada".

## .қаз
Actualment, ja està actiu un segon domini de primer nivell territorial, .қаз ("kaz") per al Kazakhstan. S'utilitza amb adreces web que utilitzen l'alfabet ciríl·lic. Va posar-se en marxa el març de 2012, quan es va activar el primer domini, de proves: Тест.қаз ("test.kaz").
S'hi permeten dominis de segon nivell, però també hi ha els següents dominis estandarditzats:
- .мем.қаз – organitzacions del sector públic
- .бiл.қаз – institucions educatives
- .ком.қаз – organitzacions comercials
- .қау.қаз – organitzacions i projectes sense ànim de lucre
- .қор.қаз – defensa
- .бай.қаз – empreses de comunicacions, xarxes

Alguns dominis de segon nivell s'han reservat de manera prioritària, com ara президент.қаз ("president.kaz"). Entre l'1 de maig i el 31 de juliol de 2012, les empreses i les marques registrades podien sol·licitar el seu nom.